# Assistant professor
Il ruolo di Assistant Professor può essere tradotto con la formula "Professore Assistente" (da non confondere con il ruolo ormai desueto di assistente nelle università italiane). Si tratta di un titolo accademico che rappresenta il primo livello nella gerarchia dei docenti universitari in diversi Paesi di lingua inglese, tra cui gli Stati Uniti e il Canada. Per accedervi è richiesto un dottorato di ricerca e spesso anche un periodo di assegni di ricerca post-dottorato di alcuni anni. Il ruolo di Professore Assistente si colloca al di sotto quello di Associate Professor (ruolo corrispondente a professore associato) ed è approssimativamente equivalente al ruolo di Lecturer in alcune università del Commonwealth. In Italia, la posizione corrisponde, secondo le equivalenze ufficiali del Miur, a quella di Ricercatore a tempo indeterminato o Ricercatore a tempo determinato di tipo B.
Negli Stati Uniti e in molti altri paesi, la posizione di Assistant professor è generalmente a tempo determinato volta a preparare giovani studiosi all'ottenimento di una posizione definitiva; il processo è conosciuto come tenure-track, durante il quale il Professore assistente esercita il ruolo per sette anni, al termine dei quali viene valutato, tenure review, e, laddove l'esito della valutazione fosse positivo, promosso a una posizione permanente, normalmente Associate Professor, o licenziato. 